# Майстренко Володимир Микитович
Володимир Микитович Майстренко (16 листопада 1921 — 20 березня 1982) — Герой Радянського Союзу, механік-водій танка Т-34-85 2-го танкового батальйону, 51-ї гвардійської Фастівської танкової Червонопрапорної бригади (6-го гвардійського танкового корпусу, 3-ї гвардійської танкової армії, 1-го Українського фронту).

## Біографія
Народився 16 листопада 1921 року в місті Ростов-на-Дону.
У Червоній Армії з 28 липня 1941 року. У діючій армії з 25 травня 1942 року. Воював на Північно-Кавказькому та 1-му Українському фронтах.
Відзначився в середині серпня 1944 року в ході боїв за розширення Сандомирського плацдарму на річці Вісла.
Указом Президії Верховної Ради СРСР від 23 вересня 1944 року гвардії старшині Майстренко Володимиру Микитовичу присвоєно звання Героя Радянського Союзу з врученням ордена Леніна та медалі «Золота Зірка».
Жив у місті Харків. Працював інструктором у Фрунзенському райвиконкому міста. Помер 20 березня 1982 року. Похований на кладовищі № 2 у Харкові.

Меморіальна дошка на будинку, де мешкав Майстренко.